# Alan Moore (piłkarz)
Alan Moore (ur. 25 listopada 1974 w Dublinie) – irlandzki piłkarz występujący na pozycji pomocnika.

## Kariera klubowa
Moore karierę rozpoczynał w 1990 roku w zespole Rivermount. W 1991 roku został graczem angielskiego Middlesbrough z Division Two. W sezonie 1991/1992 awansował z nim do Premier League. W lidze tej zadebiutował 10 kwietnia 1993 w przegranym 1:2 meczu z Evertonem. W sezonie 1992/1993 wraz z klubem zajął 21. miejsce w lidze i spadł z nim do Division One. W sezonie 1994/1995 awansował jednak z powrotem do Premier League. 13 kwietnia 1996 w przegranym 1:2 meczu z Wimbledonem strzelił pierwszego gola w Premier League. W sezonie 1996/1997 spadł z Middlesbrough do Division One, ale sezon później wrócił z nim do Premier League. W 1998 roku był wypożyczony do zespołu Division One, Barnsley.
W 2001 roku Moore przeszedł do zespołu Burnley, grającego Division One. Występował tam do końca sezonu 2003/2004. Następnie odszedł do irlandzkiego Shelbourne. W sezonach 2004 oraz 2006 zdobył z nim mistrzostwo Irlandii. W 2007 roku grał w Derry City, a w 2008 roku w Sligo Rovers. W tym samym roku zakończył karierę.
W Premier League rozegrał 35 spotkań.

## Kariera reprezentacyjna
W reprezentacji Irlandii Moore zadebiutował 24 kwietnia 1996 w przegranym 0:2 towarzyskim meczu z Czechami. W drużynie narodowej rozegrał 8 spotkań, wszystkie w 1996 roku.